# Rowlandius cupeyalensis
Espèce
Rowlandius cupeyalensis est une espèce de schizomides de la famille des Hubbardiidae.

## Distribution
Cette espèce est endémique de la province de Guantánamo à Cuba,. Elle se rencontre vers Yateras.

## Description
Le mâle holotype mesure 3,17 mm.

## Étymologie
Son nom d'espèce, composé de cupeyal et du suffixe latin -ensis, « qui vit dans, qui habite », lui a été donné en référence au lieu de sa découverte, Cupeyal del Norte à Yateras.

## Publication originale
- Armas, 2002 : Nuevas especies de Rowlandius Reddell & Cokendolpher, 1995 (Schizomida: Hubbardiidae) de Cuba. Revista Iberica de Aracnologia, vol. 6, p. 149–167 (texte intégral).